# Claude Closky

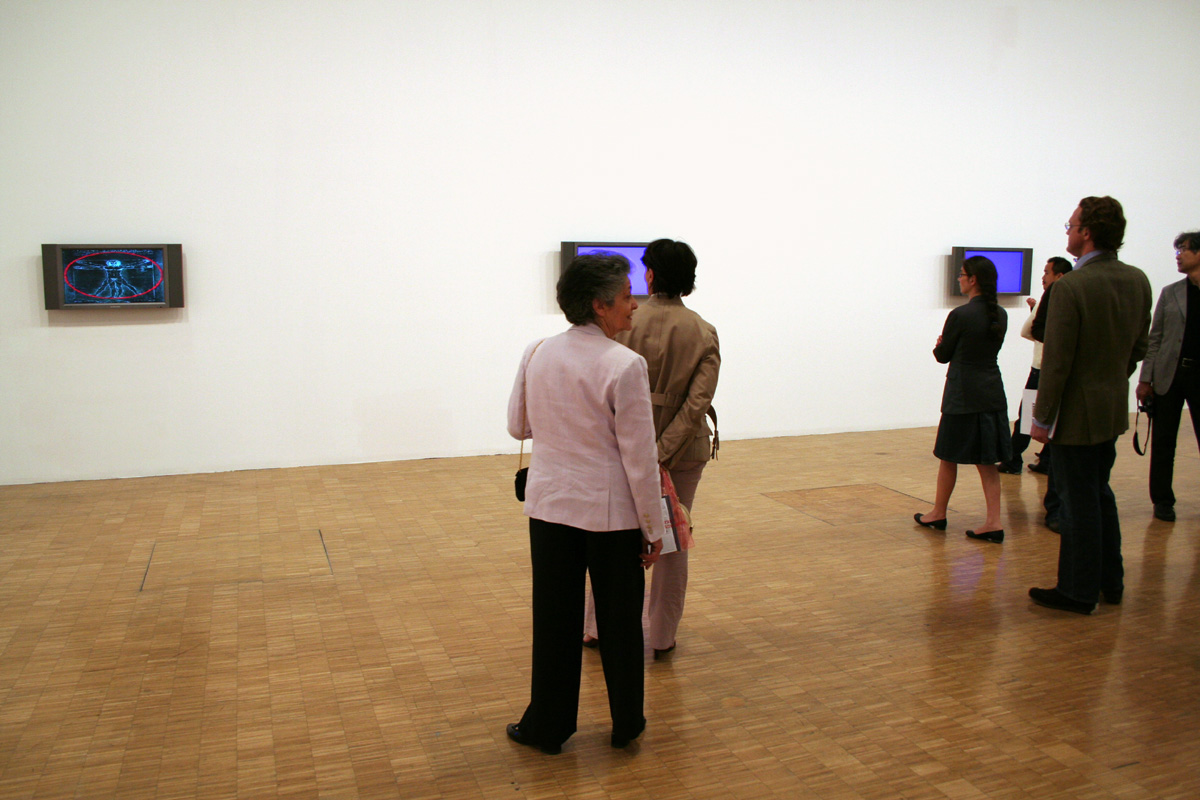
„Manège“, 2006, sechzehn computergesteuerte Stereo-Flachbildschirme, Ausstellungsansicht im Centre national d'art et de culture Georges-Pompidou, Paris

Claude Closky (* 1963 in Paris) ist ein französischer Künstler.

## Leben
1980 erlangte Closky in seiner Heimatstadt Paris das Abitur. Danach besuchte er die Pariser École nationale supérieure des arts décoratifs, die er nach einem Jahr wieder verließ. 1984 gründete er mit anderen Künstlern das Kollektiv Les frères Ripoulin, das der Figuration Libre nahesteht. Er zeigte seine Kunst auf den Straßen von Paris und New York. 1989 schuf er erste Bücher und Zeichnungen. Später begann er den Computer einzusetzen. Er entwickelte sich zu einem Multimedia-Künstler, der neben seinen Zeichnungen und Büchern unter anderem mit Videos, Fotografien, Gegenständen und Materialien wie Tapete arbeitet. Er lebt in Paris.
Er hat an mehreren Biennalen teilgenommen: Lyon (1995), Sydney (1996), Taipeh (2000), Valencia (2001), Schardscha (2005), Venedig (2017), Mardin (2024). Im Jahr 2000 beauftragte ihn das Mudam Luxemburg mit der Konzeption seiner Website, für die er ein Magazin und eine dem Internet gewidmete Galerie erstellte. Die Website wurde 2001 im Luxemburger Pavillon auf der Biennale von Venedig vorgestellt. Präsentiert wurden spezifische Werke unter anderem von Heath Bunting, Aleksandra Mir, Peter Kogler und David Shrigley. Seit 2005 unterrichtet er an der École nationale supérieure des Beaux-Arts in Paris. 2012 kuratierte er This & There, eine Ausstellung zur Feier des zehnjährigen Bestehens des Pavillons im Palais de Tokyo Laboratory for Creation (Paris), die die Arbeiten von 74 Künstlern in 74 verschiedenen Räumen präsentierte. Er hat 2020 X am Frac Pays de la Loire und 2023 Offset am Centre des livres d’artistes (CDLA)  kuratiert.

## Werk
Die Arbeit von Claude Closky ist überwiegend immateriell. Die Sprache ist sein Modell zur Artikulation von Bildern, Texten, Zahlen und Tönen, die er in unserer Umgebung gesammelt oder in seinem Atelier gemacht hat. Obwohl Closky sich davor scheut, Objekte und spektakuläre Effekte zu produzieren, beschäftigt sich sein Werk dennoch mit Fragen der Sichtbarkeit und Raumaneignung.
Mit seiner Arbeit emanzipiert er sich vom Kontext der Orte, an denen diese ausgestellt wird. Sein Ziel ist es, die Widersprüche unserer heutigen Gesellschaft und ihrer Darstellungen aufzuzeigen, aber auch die Rolle der Kunst als Produzentin eines kulturellen Konsenses und Wertesystems zu hinterfragen. Seine Arbeiten konfrontieren und hinterfragen unsere Umwelt, die Bedingungen und Vorteile künstlerischer Produktion, ihr Verhältnis zur Öffentlichkeit.

## Ausstellungen (Auswahl)
Einzelausstellungen
- 2023: Tomorrow’s Shadow it’s a Win-Win, Galerie Mehdi Chouakri, Berlin[16]
- 2022: Erstens, zweitens, drittens, JAP, Brüssel[17]
- 2020: Erste Wahl, Zweite Wahl, Dritte Wahl, Galerie Laurent Godin, Paris[18]
- 2019: Direct Messages, Salle Principale, Paris[19]
- 2018: A five-year-old could do it!,  Centre Georges-Pompidou, Paris[20]
- 2017: ILUO , CDLA, Saint-Yrieix-la-Perche[21]
- 2015: Prints For 06 And 90 Yuans, Bazaar Compatible Program, Shanghai[22]
- 2014:10, 20, 30 and 40%, Summerhall, Edinburgh[23]
- 2013: Dönüp Durmak, Şekerbank Açıkekran Yeni Medya Sanatları Galerisi, Istanbul[24]
- 2012: Barking and Meoing, AC Institute, New York[25]
- 2010: Rarori, Galerie Mehdi Chouakri, Berlin[26]
- 2010: Yazı mı Tura mı, Akbank Art Center, Istanbul[27]
- 2009: Town and Country, Mitterrand+Sanz, Zürich[28]
- 2008: Illumination, Creux de l’Enfer, Thiers
- 2008: 韩之演当代空间 [Musik-Video], Han Ji Yun Contemporary Space, Beijing[29]
- 2008: 8002 - 9891, Mac/Val, Vitry-sur-Seine[30][31]
- 2007: Love and Fear, Concert Hall, Threshold Artspace, Perth[32]
- 2007: Journal, Walter Philips Gallery, Banff[33]
- 2006: Manège, Centre Georges-Pompidou, Paris[34]
- 2005: Journal, KM21, Den Haag[35]
- 2004: U, Fundació Joan Miró, Barcelona[36]
- 2003: Television, Location 1, New York[37][38]
- 2002: World News, Galerie Jennifer Flay, Paris[39]
- 2001: Hello and Welcome, Base, Progetti per l’arte, Florenz[40]
- 2000: Ski, Mali galeriji, Slowenisches Museum für Moderne Kunst, Ljubljana[41]
- 1997: Galerie Mehdi Chouakri, Berlin[42]
- 1996: Claude Closky, Video Works, CCA Glasgow, Glasgow[43]
- 1994: Claude Closky, CECCH - Centre d'édition contemporaine, Genf[44]

Gruppenausstellungen
- 2023: Mirrors of the Portrait, Centre Pompidou West Bund Museum, Shanghai. kuratiert von Frédéric Paul[45]
- 2021: The Voice of Things, Centre Pompidou x West Bund Museum, Shanghai, kuratiert von Bernard Blistène[46]
- 2019: Art after 1989, Hamburger Bahnhof, Berlin, kuratiert von Sven Beckstette[47]
- 2019: 1989. The End of the 20th Century, Institut Valencià d’Art Modern,  kuratiert von Sandra Moros und Sergui Rubira.
- 2018: Daily+, Greater Taipei Biennial, NTUA, Taipei, kuratiert von Chun-Yi Chang[48]
- 2017: HyperPavilion, Biennale di Venezia, Venice, kuratiert von Philippe Riss-Schmidt
- 2017: Publishing as an Artistic Toolbox: 1989–2017, Kunsthalle Wien, Wien, kuratiert von Luca Lo Pinto
- 2013: Views From Above, Centre Pompidou-Metz, Metz, kuratiert von Dr. Angela Lampe
- 2012: Intense Proximity, Palais de Tokyo, Paris, kuratiert von Okwui Enwezor, Mélanie Bouteloup, Abdellah Karroum, Emilie Renard, Claire Staebler
- 2010: 21st Century: Art in the First Decade, Queensland Art Gallery, Brisbane, kuratiert von Nicholas Chambers, Andrew Clark, Tony Ellwood, Suhanya Raffel, Kathryn Weir
- 2007: Eye on Europe: Prints, Books & Multiples/1960 to Now,  Museum of Modern Art (MoMA), New York, kuratiert von Deborah Wye, Wendy Weitman
- 2006: Pictograms - The loneliness of signs, Kunstmuseum Stuttgart, Stuttgart, kuratiert von Pirkko Rathgebe
- 2006: Peintures / Malerei, Martin-Gropius-Bau, Berlin, kuratiert von Laurent Lebon
- 2005: Mouvement, Museum Ludwig, Köln, kuratiert von Dr. Christine Litz
- 2004: The right man at the right place, Museum Folkwang, Essen
- 2002: Shopping, Schirn Kunsthalle Frankfurt, Frankfurt, kuratiert von Max Hollein
- 2002: Economies of time, Akademie der Künste, Berlin, Museum Ludwig, Köln, kuratiert von Hans-Christian Dany, Marjorie Jongbloed, Michael Krajewski, Astrid Wege
- 2002: Art & Economy, Deichtorhallen, Hamburg, kuratiert von Dirk Luckow[49]
- 2001: At Sea, Tate Gallery, Liverpool, kuratiert von Victoria Pomery
- 2000: Elektronic Images, Villa Merkel, Esslingen, kuratiert von Renate Wiehage
- 1999: net_condition, Zentrum für Kunst und Medien, kuratiert von Jeffery Shaw, Benjamin Weil
- 1998: Photography as concept, 4th Internationale Foto-Triennale, Villa Merkel, Esslingen, kuratiert von Renate Wiehager

## Bücher
Closky veröffentlicht seit 1989 Künstlerbücher.
- Chaos Breaks Out Special Payout, La Rochelle: RRose Editions 2023[52] ISBN 978-2-9586199-3-0
- Conditions générales, Paris: Les petits matins, 2023[53] ISBN 978-2-36383-357-0
- Dictionary 2018, Paris: RRose Editions 2018[54] ISBN 978-2-9556712-3-8.
- Pick & Hammer, Brussels: mfc-michèle didier 2015[55]
- Inside a Triangle, Brussels: mfc-michèle didier 2011[56]
- My People followed by Biennials, Marseille: Al Dante 2009[57] ISBN 978-2-84761-895-2.
- Sex, Roma: Electa 2007[58] ISBN 978-88-370-5156-3.
- A meeting at home, Amsterdam: NEROC'VGM 2005, ISBN 978-90-808285-8-2.
- Calendrier 2000, Paris: Centre Pompidou 2000, ISBN 978-2-84426-037-6.
- Mon Catalogue [my catalogue], Limoges: Frac Limousin 1999[59] ISBN 978-2-908257-24-3.
- The first thousand numbers classified in alphabetical order, selbst veröffentlicht 1989[60]

## Auszeichnungen
- 1999: Grand prix des Arts plastiques
- 2005: Prix Marcel Duchamp

## Öffentliche Sammlungen (Auswahl)
- Sammlung FER Collection, Laupheim
- Neue Berliner Kunstverein (n.b.k.), Berlin[61]
- Europäisches Patentamt, München[62]
- Walker Art Center, Minneapolis[63]
- Centre Pompidou, Paris[64]
- Musée d’art moderne de la Ville de Paris[65]
- Mudam, Luxembourg[66]
- MoMA, New York[67]
- MAC's, Boussu[68]
- FMAC, Genf[69]
- Museo Jumex, Mexico
- Taguchi Art Collection, Tokyo[70]

## Permanent installierte Werke im öffentlichen Raum
- Plusieurs fois, Bordeaux[71][72]